# Данијел Зајцев
Данијел Зајцев (ест. Daniel Zaitsev; Талин, 13. децембар 1997) естонски је пливач чија специјалност су спринтерске трке слободним и делфин стилом. Вишеструки је национални првак и рекордер.

## Спортска каријера
Међународну каријеру у јуниорској конкуренцији започео је учешћем на европском јуниорском првенству у Дордрехту 2014. освајањем петог места у финалу трке на 50 метара делфин стилом. Потом се такмичио на Европским играма у Бакуу 2015. на којима су се такмичили јуниорски пливачи, а где је успео да се пласира у три финала. Нешто касније исте године наступио је на европском првенству у малим базенима у Нетанији, што је уједно било и његово прво велико сениорско такмичење. 
Међународни деби у великим базенима у конкуренцији сениора имао је на европском првенству у Лондону 2016, а годину дана касније, у Будимпешти 2017, дебитовао је и на светским првенствима у великим базенима.  
На светском првенству у корејском Квангџуу 2019. успео је да се пласира у полуфинале трке на 50 делфин. У полуфиналу је Зајцев испливао укупно једанаесто време (23,31 секунди), што је уједно био и његов најбољи резултат у дотадашњој каријери на такмичењима тог ранга. У Квангџуу је Зајцев пливао и у кваификационим тракама на 50 слободно (28) и 100 слободно (32. место).